# Hanyas vagy? (film)
A Hanyas vagy? Vajda Béla 1983-ban bemutatott rövidfilmje Szilágyi György azonos című írása, történelmi monológja alapján Kálmán György előadásában, amely eredetileg 1976. december 3-án jelent meg, hangzott el először nyilvánosan a Kossuth Rádióban. A film hanganyagának alapja ez a hangfelvétel, de Kálmán György narrációja mögött Kelemen László zenei összeállítása hallható főleg az 1945 előtti indulókból, népszerű dalokból, kórusművekből.
A rövidfilm kombinált natúr-animáció XX. századi híradó felvételekből, amatőr filmekből, fotókból, korabeli hirdetésekből, plakátokból lett összeállítva. Az alkotók a fotók nagyításán a kamera pásztázásával érnek el mozgóképes hatást, de néhány fotó egyszerűen, eredeti, kimerevített formában kerül bemutatásra néhol talán egyfajta tematikai határolásként is.
A gyors vágások és a film hangulata némileg az akkoriban megjelenő videóklipek technikáját, hangulatát idézik.
A bemutató korának, a nyolcvanas évek elejének egyszerű embereit nagy számú, egységes stílusú portré grafikák jelenítik meg.
Szilágyi prózája a gondosan és találóan kiválasztott és ütemezett képekkel és zenével együtt szokatlan és lenyűgöző költői hatást ér el. Ezt díjazták különböző filmfesztiválokon. Illetve nézői több évtizedes töretlen lelkesedése.

## Előzmények
Ebben az időszakban, az 1970-es években a különféle hang- és képrögzítő eszközök elterjedése nyomán merült fel ezeknek az eszközöknek az oktatásban történő kombinált felhasználásának igénye, amelyet akkoriban röviden audiovizuális oktatási módszer bevezetéseként emlegettek. Ezzel párhuzamosan kezdődött meg a kísérletezés ezeknek az eszközöknek a felhasználásával művészeti alkotások, például diaporáma alkotások létrehozására.
A hagyományos oktatási eszközök kiegészítése nem volt sikeres. Legalábbis a várakozásokhoz képest. Alig terjedt túl a diavetítők, írásvetítők beszerzésén és szórványos alkalmazásán. Az Iskolatévé egyes adásainak kollektív megtekintésén, a nyelvórákon a magnetofon, lemezjátszó használat elterjedésén, általánossá válásán. Ennek oka talán az volt, hogy a módszer valóban érdekes, köznapi alkalmazása túl mély szakértelmet és nagy fokú műszaki kreativitást igényelt volna, ami az érintett hivatásokban nem alapkövetelmény.
A technika a különféle művészeti ágakban sem teljesítette be a várt áttörést. (Legújabb kísérlet a Limelight alkotócsoport 3D-s épületvetítései.)
Ennek a némileg csalódással tudomásul vett kudarcos kísérletezgetés végére robbant be Vajda filmje ezeknek a technikáknak, animációs lehetőségeinek pazar bemutatásával. Azonban világossá vált, hogy ezeknek a technikáknak az alkalmazása az akkori körülmények között túl drága és bonyolult lenne mind az oktatásban, mind a különféle művészeti ágakban. Így Vajda és alkotótársainak filmje pazar egyedi teljesítmény maradt tulajdonképpen követők nélkül.
A film stílusjegyei a digitális animációs technikákkal az új típusú dokumentumfilmek, ismeretterjesztő filmekben jelentek meg újra.

## A történet
A hosszú monológ, egyoldalú párbeszéd egy valós vagy képzeletbeli kortárs, szintén 1928-as születésű férfivel indul. De a néző számára hamar nyilvánvalóvá válik, hogy ez egy íróasztal mellett született hagyományos irodalmi alkotás szokatlan formában írva és előadva.
Az író kérdéseket tesz fel és válaszol is rá képzeletbeli kortársának. Voltaképpen saját magának. Szabad asszociációkkal, elgondolkodva, felvillantva az elmúlt fél évszázad eseményeit, közismert szereplőit, hangulatát pár szavas, rövid utalásokkal, mondatokkal.
Gondosan ügyelve hogy a személyes, családi emlékek se legyenek túlságosan egyediek, hanem legalább hallomásból ismerősek és azonnal befogadhatóak, értelmezhetőek a különféle korú hallgatóság számára is.
Ezt jeleníti meg a cím, főként a budapesti közbeszédben meghonosodott szokatlan forma a születési évre való rákérdezésre.
Érdekes ellentét feszül a refrénszerűen visszatérő cím és az alkotás stílusa között is. A sorokból kiolvasható korú és műveltségű ember valószínűtlen, hogy ekkoriban a valóságban hasonló korú kortársát tegeződve szólítsa meg.
A „Hanyas vagy?” azonban nem egyszerű pontatlanság. Inkább morbid szójáték. Mintha számmal jelölt, ellátott emberek (börtön, koncentrációs tábor) kérdeznének rá a másik számára.

„Mi látogattuk a börtönöket.

Bennünket látogattak a börtönökben.

Mi cinikusak vagyunk.

Mi a szívinfarktust szívtrombitának nevezzük.”

A születési évszám tehát eszerint bizonyos morbid értelemben egy olyan azonosítószám mint a haláltáborbeli.
Az elbeszélő az első világháború családi emlékeitől indul, és lép át a személyes tapasztalatokba a két világháború közötti Magyarországra, a második világháborúra, majd az azt követő évekre, 1956-ra.
A szövegben megjelenő mondatok egy ponton kezdenek ellentétekbe váltani, olyan események személyes élményként elbeszélésével, amik nyilvánvalóan nem történhettek meg egyetlen emberrel vagy egyetlen csoportjával, hanem a nemzedék közös, sokszor ellentétes tapasztalatát jelenítik meg.

## Díjak
- 1983 – Lipcsei Filmfesztivál – Filmújságírók Nemzetközi Díja (FIPRESCI)
- 1984 – Oberhauseni Filmfesztivál – Fődíj, továbbá
- A kulturális miniszter különdíja, valamint az Evangélikus Centrum díja
- 1984 – Miskolci Filmfesztivál – TV-fesztivál díja

## Az írás egyéb előadásai, feldolgozásai
Bár Szilágyi komikus szerző volt, és ezzel az írásával némi meglepetést is okozott, mégsem humoros írás minden fanyar humora ellenére sem. Ennek ellenére számos nosztalgiázó kabaré átdolgozás született belőle az ötlete, szemlélete, stílusa felhasználásával, az idő múlásával növekvő évszámokkal:
- Major Tamás: Hanyas vagy? 1001-es? (komikus kabaréátdolgozás)
- Nagy Bandó András: Mi, '47-esek (komikus kabaréátdolgozás)
- Éles István: Hanyas vagy (2004)